# 迪丁根

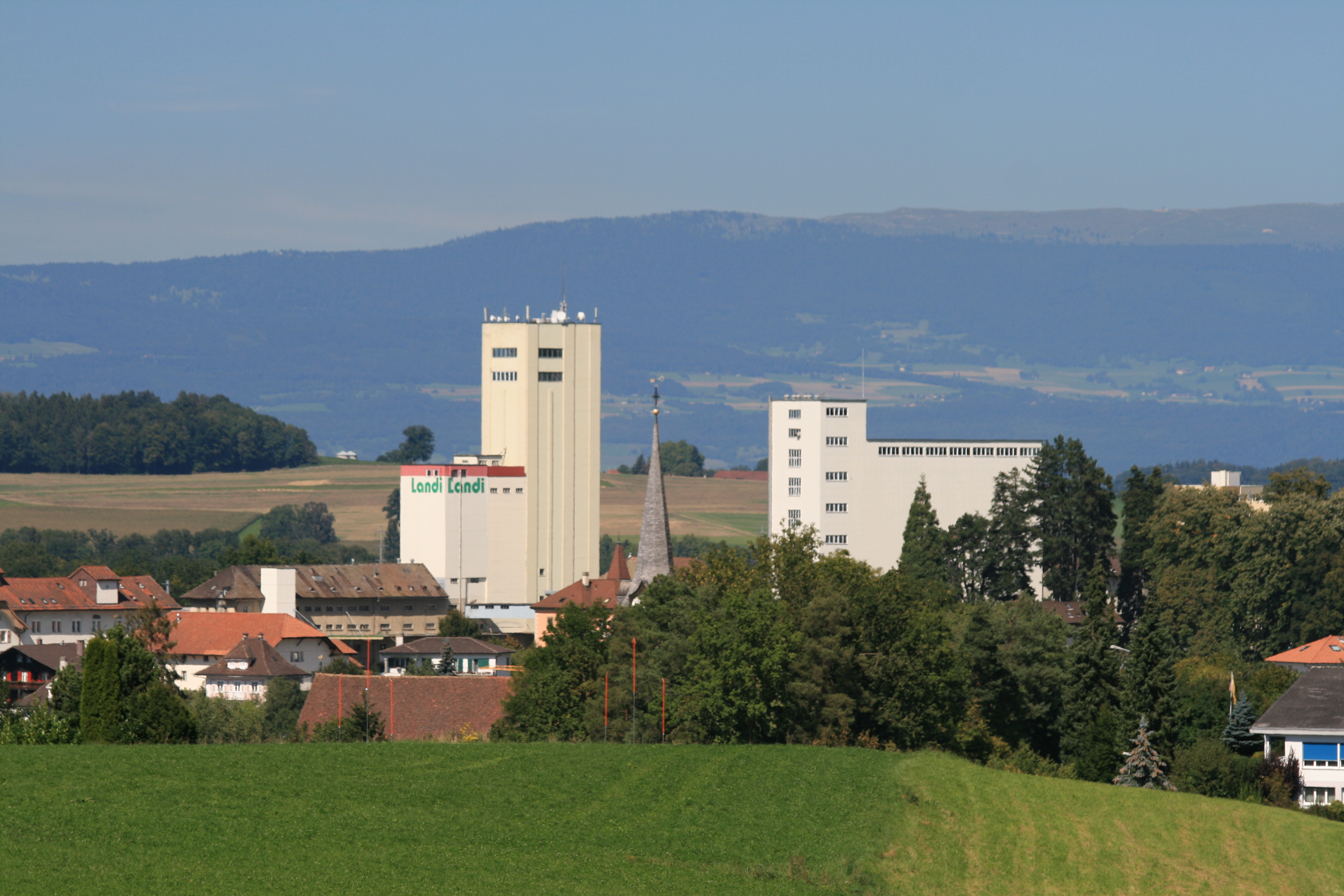

迪丁根（德語：Düdingen）是瑞士的城鎮，位於該國西部，由弗里堡州負責管轄，面積30.78平方公里，海拔高度596米，2011年人口7,383，七成人口信奉羅馬天主教，人口密度每平方公里240人。

## 外部連結
- Official website （页面存档备份，存于） （德文）